# Rikke Louise Andersson
Rikke Louise Andersson (* 13. März 1972 in Kopenhagen) ist eine dänische Schauspielerin.

## Leben
Sie hat bereits als Kind im Theater gespielt, beispielsweise in der Kindertheatergruppe Gawenda. Als Zwölfjährige wurde sie von Anette Pilmark für eine Rolle in der Fernsehserie Ludo verpflichtet. Sie hat auch in den Fernsehserien TAXA, Strisser på Samsø und Anna Pihl – Auf Streife in Kopenhagen mitgewirkt.
Für ihre Rolle als Prostituierte Joyce im Spielfilm Nightwatch – Nachtwache erhielt sie 1995 die dänischen Filmpreise   Bodil und Robert als beste Nebendarstellerin. Sie ist seit 2013 mit dem Schauspieler Kim Bodnia verheiratet, mit dem sie drei Kinder hat (* 2003, 2005 und 2007).

## Filmografie

### Filme
- 1994: Nightwatch – Nachtwache (Nattevagten)
- 1995: Kun en pige
- 1995: Final Hour (Sidste time)
- 1996: Mørkeleg
- 1999: Bleeder
- 2000: Fruen på Hamre
- 2004: The Good Cop (Den gode strømer)
- 2006: Anja og Viktor – Brændende kærlighed
- 2007: Karlas Kabale
- 2007: Hvid Nat
- 2010: Die Wahrheit über Männer (Sandheden om mænd)
- 2010: In einer besseren Welt (Hævnen)
- 2012: Love Is All You Need (Den skaldede frisør)
- 2014: Klassefesten 2: Begravelsen
- 2015: Men & Chicken (Mænd og høns)
- 2019: Ninna
- 2020: Riders of Justice (Retfærdighedens ryttere)
- 2021: Das Bombardement (Skyggen i mit øje)

### Fernsehserien
- 1997–1999: TAXA
- 2006: Anna Pihl – Auf Streife in Kopenhagen (Anna Pihl)
- 2012: Rita
- 2012: Limbo
- 2013: Kødkataloget
- 2014: Heartless
- 2014–2015: Helden am Herd (Bankerot)